# Peritrichia ditissima
Peritrichia ditissima är en skalbaggsart som beskrevs av Louis Albert Péringuey 1902. Peritrichia ditissima ingår i släktet Peritrichia och familjen Melolonthidae. Inga underarter finns listade i Catalogue of Life.